# Tom Tykwer
 (février 2025).
Si vous disposez d'ouvrages ou d'articles de référence ou si vous connaissez des sites web de qualité traitant du thème abordé ici, merci de compléter l'article en donnant les références utiles à sa vérifiabilité et en les liant à la section « Notes et références ».
Tom Tykwer (/toːm ˈtɪkvɐ/), né le 23 mai 1965 à Wuppertal, est un réalisateur, scénariste, producteur et compositeur allemand.
En 1994, il a fondé avec Stefan Arndt, Dani Levy et Wolfgang Becker la maison de production X-Filme Creative Pool.
Il est élu membre de l'Académie des arts de Berlin en 2000.

## Biographie
C'est dès l'âge de 11 ans que Tom Tykwer s'amuse à tourner ses premiers films avec une petite caméra super 8. Cinéphile averti, il prend en charge, alors qu'il n'est encore qu'adolescent, la programmation d'une grande salle de cinéma berlinoise et devient lecteur de scénarios pour assurer le quotidien. Il se lance en 1990 dans l'aventure de la réalisation avec le court métrage Because, expérience qu'il réitère en 1992 avec Epilog, et tourne son premier long métrage l'année suivante, la comédie dramatique Maria la Maléfique.
Se démarquant par son style visuel, rythmé et coloré, le cinéaste allemand signe en 1997 Les Rêveurs, distingué dans de nombreux festivals. Mais c'est surtout l'année suivante, en mettant en scène la course furieuse de Lola (Franka Potente) pour sauver son petit ami dans Cours, Lola, cours, que Tom Tykwer s'impose au niveau mondial. Le cinéaste retrouve Franka Potente, devenue alors sa compagne, à l'occasion du drame romantique La Princesse et le Guerrier en 2000.
Scénariste, et régulièrement compositeur de ses films, Tom Tykwer déroge pourtant à la règle en acceptant en 2002 de mettre en scène un scénario de Krzysztof Kieślowski intitulé Heaven, premier film du réalisateur allemand porté par un casting international : Cate Blanchett et Giovanni Ribisi. Le film fit l'ouverture de la Berlinale 2002 mais ne fut pas un succès. En 2005, il s'associe aux 19 autres réalisateurs de tous horizons qui participent au film à sketches Paris, je t'aime, réalisant un segment avec Natalie Portman. Il tourne ensuite Le Parfum, adaptation du célèbre roman de Patrick Süskind, où il dirige entre autres Dustin Hoffman et Alan Rickman.
En 2009, il lance Clive Owen et Naomi Watts aux quatre coins du monde, sur la piste d'une multinationale aux agissements douteux dans L'Enquête, un thriller dont il a également composé la musique. Il retourne en Allemagne l'année suivante pour réaliser Trois (2010), film dramatique qui se retrouve en compétition à la 67e Mostra de Venise. Il s'associe ensuite aux Wachowski avec qui il coscénarise et coréalise Cloud Atlas, adaptation très ambitieuse du roman éponyme de David Mitchell. Le tournage débute en septembre 2011, et Tykwer réalise les séquences correspondant à trois des six époques dépeintes dans le film, toutes ancrées dans le passé (XIXe et XXe siècles). Polyvalent sur le projet, il participe également à la composition de la musique originale. Il retrouve les sœurs Wachowski sur le tournage de la série Sense8, diffusé sur Netflix, pour laquelle il réalise les segments de Berlin et Nairobi, et dont il compose également la bande-son.
En novembre 2017, il est annoncé président du jury de la Berlinale 2018.

## Filmographie
Sauf indication contraire, les informations mentionnées dans cette section peuvent être confirmées par la base de données cinématographiques IMDb,  présente dans la section « Liens externes ».

### Réalisateur

#### Cinéma

##### Longs métrages
- 1994 : Maria la maléfique (Die tödliche Maria)
- 1997 : Les Rêveurs (Winterschläfer)
- 1998 : Cours, Lola, cours (Lola rennt)
- 2000 : La Princesse et le Guerrier (Der Krieger und die Kaiserin)
- 2002 : Heaven
- 2006 : Le Parfum, histoire d'un meurtrier (Das Parfum : Die Geschichte eines Mörders)
- 2009 : L'Enquête (The International)
- 2010 : Trois (Drei)
- 2012 : Cloud Atlas - coréalisé avec les Wachowski
- 2016 : Un hologramme pour le roi (A Hologram for the King)
- 2025 : The Light (en) (Das Licht)

##### Courts métrages
- 2006 : Paris, je t'aime (film collectif) - segment Faubourg Saint-Denis (présenté dès 2004 de façon isolée sous le titre True)
- 2009 : Fragments d'Allemagne (Deutschland 09) (film collectif) - segment Feierlich reist
- 2011 : 60 Seconds of Solitude in Year Zero (film collectif) - un segment d'une minute

#### Télévision
- 2012 : Rosakinder (téléfilm documentaire) - coréalisé avec Julia von Heinz, Chris Kraus, Axel Ranisch et Robert Thalheim
- 2015-2017 : Sense8 (série télévisée), 3 épisodes
- 2017-2022 : Babylon Berlin (série télévisée), 40 épisodes  - coréalisé avec Henk Handloegten et Achim von Borries

### Scénariste
- 1994 : Maria la maléfique (Die tödliche Maria) de lui-même
- 1997 : Les Rêveurs (Winterschläfer) de lui-même
- 1998 : Cours, Lola, cours (Lola rennt) de lui-même
- 2000 : La Princesse et le Guerrier (Der Krieger und die Kaiserin) de lui-même
- 2006 : Le Parfum, histoire d'un meurtrier (Das Parfum : Die Geschichte eines Mörders) de lui-même
- 2010 : Trois (Drei) de lui-même
- 2012 : Cloud Atlas de lui-même
- 2016 : Un hologramme pour le roi (A Hologram for the King) de lui-même
- 2025 : The Light (en) (Das Licht) de lui-même

### Producteur
- 1994 : Maria la maléfique (Die tödliche Maria) de lui-même
- 2012 : Cloud Atlas de lui-même

### Compositeur
- 1994 : Maria la maléfique (Die tödliche Maria) de lui-même
- 1997 : Les Rêveurs (Winterschläfer) de lui-même
- 1998 : Cours, Lola, cours (Lola rennt) de lui-même
- 2000 : La Princesse et le Guerrier (Der Krieger und die Kaiserin) de lui-même
- 2002 : Heaven de lui-même
- 2006 : Le Parfum, histoire d'un meurtrier (Das Parfum : Die Geschichte eines Mörders) de lui-même
- 2009 : L'Enquête (The International) de lui-même
- 2012 : Cloud Atlas de lui-même et les Wachowski
- 2015 : Sense8 (série télévisée) de lui-même
- 2021 : Matrix Resurrections (The Matrix Resurrections) de Lana Wachowski

## Distinctions
Sauf indication contraire, les informations mentionnées dans cette section peuvent être confirmées par la base de données cinématographiques IMDb,  présente dans la section « Liens externes ».

### Récompenses
- Festival de Sundance 1999 : prix du public de la sélection « World Cinema » pour Cours, Lola, cours
- Jupiter Awards 2007 : meilleur réalisateur allemand pour Le Parfum, histoire d'un meurtrier
- Austin Film Critics Association Awards 2012 : meilleure musique de film pour Cloud Atlas
- Houston Film Critics Society Awards 2013 : meilleure musique de film pour Cloud Atlas

### Nominations et sélections
- Festival de Locarno 1997 : sélection officielle, en compétition pour le Léopard d'or pour Les Rêveurs
- Mostra de Venise 1998 : sélection officielle, en compétition pour le Lion d'or pour Cours, Lola, cours
- BAFTA Awards 2000 : meilleur film en langue étrangère pour Cours, Lola, cours
- Berlinale 2002 : sélection officielle, en compétition pour l'Ours d'or pour Heaven
- Berlinale 2004 : sélection officielle, en compétition pour l'Ours d'or du court métrage pour True
- World Soundtrack Awards 2009 : meilleure bande originale pour L'Enquête
- Mostra de Venise 2010 : sélection officielle, en compétition pour le Lion d'or pour Trois
- Golden Globes 2013 : meilleure musique de film pour Cloud Atlas